# Cross-bedding

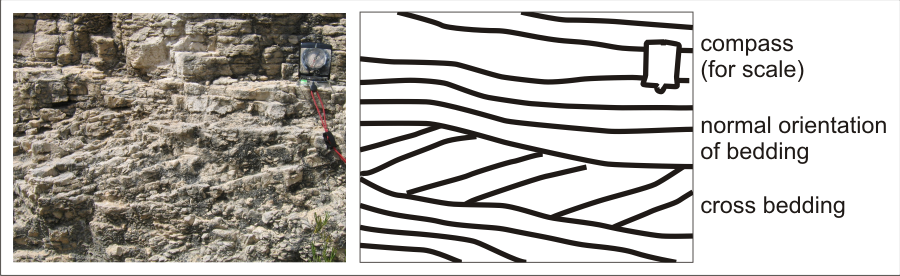
Cross-bedding in een zandsteen in Oost-Spanje

Animatie van de vorming en erosie van cross-bedding

Cross-bedding is een sedimentaire structuur van schuin afgezette sedimentlagen.
Cross-bedding wordt veroorzaakt door een bepaald sedimentatiemilieu, niet door deformatie na de vorming van het sediment en kan worden gevormd als het sediment getransporteerd wordt door wind of stromend water. De stroming veroorzaakt ribbels of duinen waarop het sediment op schuine vlakken afgezet wordt. Sedimentdeeltjes worden over de stroomopwaarts gerichte zijde van een ribbel getransporteerd en afgezet op de stroomafwaarts gerichte zijde. Door veranderingen in de sedimentaanvoer ontstaan de vlakken van bedding.
Cross-bedding komt vaak voor bij fluviatiele sedimenten, sedimenten uit ondiep-mariene afzettingsmilieus (waarbij eb- en vloedstromingen een grote rol spelen) en zandduinen. Bij de laatste kan de cross-bedding een schaal van enkele meters hebben. Bij fluviatiele sedimenten zijn de ribbels meestal niet groter dan enkele centimeters.
Door de bestudering van de cross-bedding in drie dimensies kan de stroomrichting ten tijde van de afzetting bepaald worden. Dit gebeurt door de (oorspronkelijke) diprichting van beddingvlakken te bepalen.